# ヴェルヴァン
ヴェルヴァン （Vervins）は、フランス、オー＝ド＝フランス地域圏、エーヌ県のコミューン。

## 地理
ベルギーとフランスの間をまたがるティエラシュ地方（fr）の旧中心地である。ランの北東約38kmにある。

## 歴史
ヴェルヴァンの名はアントニヌス旅行記（en）ではウェルビヌム（Verbinum）、タブラ・ペウティンゲリアナにおいてはウィロヌム（Vironum）として現れている。ローマ時代の町は、中世のヴェルヴァンの北にあった。ガロ＝ローマ時代の遺構が広範囲に見つかっている。
1882年、地理学者ヴィクトール・アドルフ・マルト＝ブラン（fr）は、『ヴェルヴァンには富の全てがある』と、工業と貿易について記した。綿糸と綿生地の製造、羊毛のニット産業、バスケット作りが行われていた。

## 出身者
- クリストフ・モロー